# Präsidentschafts- und Parlamentswahl in Ecuador 1996
Die Präsidentschafts- und Parlamentswahl in Ecuador 1996 fand am 19. Mai statt. Bei ihr wurden der Präsident der Republik, die Vizepräsident und die Mitglieder des Nationalkongresses gewählt.
Die Stichwahl der Präsidentschaftswahl fand am 7. Juli statt.

## Ergebnis

### Präsidentschaftswahl
| Kandidaten                                                   | Kandidaten            | Parteien                                       | 1. Wahlgang | 1. Wahlgang | 2. Wahlgang | 2. Wahlgang |
| Kandidaten                                                   | Kandidaten            | Parteien                                       | Stimmen     | %           | Stimmen     | %           |
| ------------------------------------------------------------ | --------------------- | ---------------------------------------------- | ----------- | ----------- | ----------- | ----------- |
|                                                              | Abdalá Bucaram        | Partido Roldosista Ecuatoriano                 | 1.001.071   | 26,3        | 2.285.387   | 54,5        |
|                                                              | Jaime Nebot           | Partido Social Cristiano                       | 1.035.101   | 27,2        | 1.910.651   | 45,5        |
|                                                              | Freddy Ehlers         | Pachakutik                                     | 785.124     | 20,6        |             |             |
|                                                              | Rodrigo Paz           | Democracia Popular – Unión Demócrata Cristiana | 513.464     | 13,5        |             |             |
|                                                              | Frank Vargas Pazzos   | Acción Popular Revolucionaria Ecuatoriana      | 187.935     | 4,9         |             |             |
|                                                              | Ricardo Noboa         | PLRE – FRA                                     | 115.033     | 3,0         |             |             |
|                                                              | Juan José Castelló    | Movimiento Popular Democrático                 | 89.472      | 2,3         |             |             |
|                                                              | José Gallardo         | Unión Cívica Independiente                     | 46.464      | 1,2         |             |             |
|                                                              | Jacinto Velázquez     | Insurgencia Transformadora Independiente       | 36.080      | 0,9         |             |             |
| Gesamt                                                       | Gesamt                | Gesamt                                         | 3.809.744   | 100         | 4.196.038   | 100         |
|                                                              |                       |                                                |             |             |             |             |
| Leere Stimmzettel                                            | Leere Stimmzettel     | Leere Stimmzettel                              | 336.072     | 7,4         | 41.502      | 0,9         |
| Ungültige Stimmzettel                                        | Ungültige Stimmzettel | Ungültige Stimmzettel                          | 380.065     | 8,4         | 539.997     | 11,3        |
| Wähler                                                       | Wähler                | Wähler                                         | 4.525.881   | 67,9        | 4.777.537   | 71,7        |
| Wahlberechtigte                                              | Wahlberechtigte       | Wahlberechtigte                                | 6.662.003   |             | 6.662.003   |             |
|                                                              |                       |                                                |             |             |             |             |
| Quelle: CNE, Elecciones presidenciales del Ecuador 1948–2017 |                       |                                                |             |             |             |             |

### Parlamentswahl
| Listen                                         | Stimmen   | %    | Mandate |
| ---------------------------------------------- | --------- | ---- | ------- |
| Partido Social Cristiano                       | 1.069.977 | 30,4 | 28      |
| Partido Roldosista Ecuatoriano                 | 718.983   | 20,4 | 19      |
| Pachakutik                                     | 379.056   | 10,8 | 8       |
| Democracia Popular – Unión Demócrata Cristiana | 370.311   | 10,5 | 11      |
| FRA – PLRE                                     | 243.411   | 6,9  | 3       |
| Izquierda Democrática                          | 219.536   | 6,2  | 4       |
| Movimiento Popular Democrático                 | 153.714   | 4,4  | 2       |
| Acción Popular Revolucionaria Ecuatoriana      | 105.902   | 3,0  | 2       |
| Concentración de Fuerzas Populares             | 80.245    | 2,3  | 1       |
| Partido Conservador Ecuatoriano Unión Nacional | 72.434    | 2,1  | 2       |
| Partido Socialista Ecuatoriano                 | 43.621    | 1,2  | –       |
| Unión Popular Latinoamericana                  | 28.988    | 0,8  | –       |
| Alianza Nacional                               | 22.967    | 0,7  | –       |
| Insurgencia Transformadora Independiente       | 14.771    | 0,4  | –       |
| Lokale Wahlbündnisse                           | –         | –    | 2       |
| Gesamt                                         | 3.523.970 | 100  | 82      |
|                                                |           |      |         |
| Leere Stimmzettel                              | 470.265   | 10,4 |         |
| Ungültige Stimmzettel                          | 526.972   | 11,7 |         |
| Wähler                                         | 4.521.207 | 67,9 |         |
| Wahlberechtigte                                | 6.662.003 |      |         |
|                                                |           |      |         |
| Quellen: John Polga-Hecimovich                 |           |      |         |